# Just to Hurt
Just to Hurt – debiutancki album zespołu Addiction Crew.

## Lista utworów
1. "Pervers'ya" - 3:56
2. "Pride" - 3:11
3. "Be My Deadline" - 2:43
4. "Luv Ya" - 3:29
5. "Stick No Bills" - 3:18
6. "U Oughta Know" - 3:41
7. "Jungle Head" - 1:56
8. "White Meat - Pig Mea" - 3:12
9. "King Of Blq" - 3:18
10. "Spare Wheel" - 11:10